# Steve van Velvet
Steve van Velvet (* 7. November 1969 in Lienz als Stefan Vergeiner) ist ein österreichischer Musikproduzent, Komponist und Songwriter.

## Werk
Seit 1995 ist Steve van Velvet als Produzent und Komponist für diverse Künstler und Bands zuständig. Seine erste Publikation war der Titel Hallo Und Tschüss... der Band Hexenhaus, der Titelmusik der RTL-Fernsehserie Und tschüss!. Er produzierte und komponierte unter anderem für Celina Bostic, Falco, Fler, Stoneman, Lord of the Lost, WestBam und Yvonne Catterfeld. Regelmäßig arbeitet er mit der Sängerin Alexa Feser und der Band Die Prinzen zusammen. 2021 veröffentlichte er mit Amazing ein Feature mit dem DJ WestBam.

## Diskografie (Auswahl)
- 2021: WestBam feat. Steve van Velvet – Amazing[2]

Als Produzent und/oder Songschreiber
- 1998: Falco – Egoist
- 2000: Christian Möllmann – Es ist geil ein Arschloch zu sein
- 2001: Die Prinzen – Deutschland
- 2002: Nicole da Silva, Shoeshine Boy
- 2002: Joachim Witt, Eisenherz
- 2003: Roland Kaiser – Steh auf
- 2005: Doreen Steinert – Der Brief (den ich nie schrieb)
- 2005: Nu Pagadi – Queen of Pain
- 2005: Nu Pagadi – No Love Inside
- 2005: Yvonne Catterfeld – Glaub an mich
- 2005: Yvonne Catterfeld – Eine Welt ohne Dich
- 2005: Yvonne Catterfeld – Als unser Hass noch Liebe war
- 2006: Luttenberger*Klug – Vergiss mich
- 2008: Die Prinzen – Frauen sind die neuen Männer
- 2010: Fler, Bushido, Sebastian Krumbiegel – Das alles ist Deutschland
- 2011: Laith Al-Deen, Nur einen Meter
- 2014: Stoneman – Goldmarie
- 2014: Alexa Feser Wir sind hier
- 2014: KC Rebell – Egoist (feat. Kollegah)
- 2014: Alexa Feser – Gold von Morgen
- 2016: Stoneman – Steine
- 2017: Lord of the Lost – My Better Me
- 2017: Alexa Feser – Wunderfinder
- 2021: WestBam – We Could Be You, „Job of Dying Young“
- 2021: Alexa Feser feat. Kool Savas Fluchtwagen
- 2022: Isabel, Catwalk – LoFi Remix
- 2023: Sina Nello – Fast Rosé
- 2023:  Tina Arena – Love Saves
- 2023: Sina Nello – Blackout
- 2023: Alexa Feser – Deine Freunde
- 2023: Tania Doko The Beauty's in the Broken – EP
- 2024: Alexa Feser – Kino
- 2024: s3x in v3gas – "Whoo!"
- 2024: s3x in v3gas, Takeshi – "Push"
- 2024: s3x in v3gas, Melo Kids, Stefan Celar – "Wicked Game"